# كاثي أودود
كاثي أودود (بالإنجليزية: Cathy O'Dowd)‏ هي متحدثة تحفيزية جنوب أفريقية، ولدت في 1968.